# Mistela (Wein)
Als Mistela wird im Katalanischen ein Likörwein bezeichnet. Er ist im katalanischen Sprachgebiet im Nordosten Spaniens und Süden Frankreichs verbreitet. Mistela wird erzeugt, indem beim Traubenmost durch den Zusatz von Alkohol der Gärungsprozess gestoppt oder gänzlich verhindert wird – der Restzucker kann so nicht vergoren werden. Der Wein ist deshalb sehr süß und kann einen hohen Alkoholgehalt erreichen. Mistela wird als Aperitif getrunken und zum Aufspriten und Süßen von anderen Weinen benutzt.
Mistela kann aus weißen oder roten Trauben erzeugt werden. Der Alkoholgehalt liegt üblicherweise zwischen 15 und 20 Volumenprozent.
Mistela wird dort oft dem Likörwein Rancio zugesetzt. Außerdem sind in den Regelungen einiger katalanischer D.O.-Bereiche (Alella, Conca de Barberà, Empordà, Montsant, Pla de Bages, Priorat, Tarragona und Terra Alta) spezielle Vorgaben für die Erzeugung und die Qualität von Mistela enthalten (u. a. Vorschriften zu erlaubten Rebsorten, Mindestalkoholgehalt des Mostes und Alkoholgehalt des fertigen Produktes).
| Name des D.O. Bereiches         | erlaubte Rebsorte                     | Alkoholgehalt Most | Alkohol Mistela    |
| ------------------------------- | ------------------------------------- | ------------------ | ------------------ |
| Mistela de Alella               | nur weiße Rebsorten                   | min. 12 % Vol.     | 15 % bis 20 % Vol. |
| Mistela de la Conca de Barberà  | keine Vorgaben                        | min. 12 % Vol.     | 15 % bis 22 % Vol. |
| Vino mistela blanca del Empordà | weiße empfohlene Rebsorten            | min. 13 % Vol.     | 15 % bis 18 % Vol. |
| Vino mistela tinta del Empordà  | rote empfohlene Rebsorten             | min. 13 % Vol.     | 15 % bis 20 % Vol. |
| Vino mistela blanca Montsant    | alle weißen Rebsorten                 | min. 12 % Vol.     | 15 % bis 20 % Vol. |
| Vino mistela negra Montsant     | autorisierte rote Rebsorten           | min. 12 % Vol.     | 15 % bis 20 % Vol. |
| Mistela del Pla de Bages        | keine Vorgaben                        | min. 12 % Vol.     | 15 % bis 20 % Vol. |
| Priorat Vino mistela blanca     | alle weißen Rebsorten                 | min. 12 % Vol.     | 15 % bis 22 % Vol. |
| Priorat Vino mistela tinta      | autorisierte rote Rebsorten           | min. 12,5 % Vol.   | 15 % bis 22 % Vol. |
| Mistela de Tarragona            | autorisierte weiße und rote Rebsorten | min. 12 % Vol.     | 15 % bis 20 % Vol. |
| Mistela blanca Terra Alta       | alle weißen Rebsorten                 | min. 14 % Vol.     | 15 % bis 20 % Vol. |
| Mistela tinta Terra Alta        | autorisierte rote Rebsorten           | min. 14 % Vol.     | 15 % bis 20 % Vol. |

Für Mistela de Tarragona ist darüber hinaus eine Qualitätsstufe Criança definiert, für die ein zweijähriger Ausbau nötig ist, davon ein Jahr im Eichenholzfass.
Das Verfahren zur Herstellung von Mistela ist auch in anderen Ländern bekannt, z. B. in Italien unter dem Namen Sifone und in Frankreich unter Mistelle.